# Veronika Scheuerová
Veronika Scheuerová (* 21. října 1997 Lanškroun) je česká reprezentantka ve sportovním lezení z horolezeckého oddílu HK Lanškroun, vicemistryně ČR, juniorská mistryně ČR a vítězka Českého poháru mládeže v lezení na rychlost. Závodí také v lezení na obtížnost a v boulderingu, nyní pod vedením trenéra Tomáše Bintera st. V Lanškrouně ji dříve trénoval Ivan Šifra a chodila zde na gymnázium.

## Výkony a ocenění
- 2012: v lezení na rychlost získala ve čtvrtém kole Evropského poháru juniorů zlato v kategorii B, celkově skončila sedmá

## Závodní výsledky
| Světový pohár | Světový pohár         |
| Rok           | 2014                  |
| ------------- | --------------------- |
| Obtížnost     | 0                     |
| jednotlivě*   | -,-,-,-,46,51-54,56,- |

* Pozn.: nalevo jsou poslední závody v roce
| Mistrovství České republiky | Mistrovství České republiky | Mistrovství České republiky | Mistrovství České republiky | Mistrovství České republiky | Mistrovství České republiky |
| Rok                         | 2013                        | 2014                        | 2015                        | 2016                        | 2017                        |
| --------------------------- | --------------------------- | --------------------------- | --------------------------- | --------------------------- | --------------------------- |
| Obtížnost                   | —                           | —                           | 5                           | 9                           | 6                           |
| Rychlost                    | 2                           | 2                           | —                           | —                           |                             |

| Český pohár | Český pohár |
| Rok         | 2017        |
| ----------- | ----------- |
| Obtížnost   | 9           |
| jednotlivě* | 6,8,14,9    |

* Pozn.: nalevo jsou poslední závody v roce
| Mistrovství světa juniorů | Mistrovství světa juniorů | Mistrovství světa juniorů |
| Rok                       | 2015 juniorky             | 2016 juniorky             |
| ------------------------- | ------------------------- | ------------------------- |
| Obtížnost                 | 39-41                     | 22-24                     |
| Rychlost                  | —                         | —                         |
| Bouldering                | —                         | 29                        |

| Mistrovství Evropy juniorů | Mistrovství Evropy juniorů | Mistrovství Evropy juniorů | Mistrovství Evropy juniorů | Mistrovství Evropy juniorů | Mistrovství Evropy juniorů |
| Rok                        | 2012 kat. B                | 2013 kat. A                | 2014 kat. A                | 2015 juniorky              | 2016 juniorky              |
| -------------------------- | -------------------------- | -------------------------- | -------------------------- | -------------------------- | -------------------------- |
| Obtížnost                  | 26                         | 35                         | 34                         | 20                         | 26                         |
| Rychlost                   | 11                         | 13                         | 12                         | —                          | —                          |
| Bouldering                 | —                          | 29                         | 27-28                      | —                          | —                          |

* v roce 2011 se MEJ ještě nekonalo
| Evropský pohár juniorů | Evropský pohár juniorů | Evropský pohár juniorů | Evropský pohár juniorů | Evropský pohár juniorů | Evropský pohár juniorů |
| Rok                    | 2012 kat. B            | 2013 kat. A            | 2014 kat. A            | 2015 juniorky          | 2016 juniorky          |
| ---------------------- | ---------------------- | ---------------------- | ---------------------- | ---------------------- | ---------------------- |
| Obtížnost              | —                      | 16-17                  | 0                      | 22                     | 22                     |
| jednotlivě             | —                      | 10,-                   | 34,33                  | 18-19,20,21-22,22      | 26,17                  |
|                        |                        |                        |                        |                        |                        |
| Rychlost               | 7                      | 16-17                  | 18                     | —                      | —                      |
| jednotlivě*            | ,x,x,x                 | -,12,-                 | -,-,12                 | —                      | —                      |
|                        |                        |                        |                        |                        |                        |
| Bouldering             | —                      | —                      | 35                     | —                      | —                      |
| jednotlivě*            | —                      | —                      | 27-28,26,28            | —                      | —                      |

* Pozn.: nalevo jsou poslední závody v roce
| Mistrovství ČR mládeže | Mistrovství ČR mládeže | Mistrovství ČR mládeže |
| Rok                    | 2011 kat. B            | 2012 kat. B            |
| ---------------------- | ---------------------- | ---------------------- |
| Obtížnost              | 1                      | 4                      |
| Rychlost               | 1                      | 1                      |

| Český pohár mládeže | Český pohár mládeže |
| Rok                 | 2012 kat. B         |
| ------------------- | ------------------- |
| Rychlost            | 1                   |
| jednotlivě*         | ,                   |

* Pozn.: nalevo jsou poslední závody v roce

### Účast na dalších závodech
- Tendon Cup
- Petzen trophy